# 大隈いちろう
大隈 いちろう（おおくま いちろう、本名：大隈 一郎、1975年（昭和50年）1月22日 - ）は、日本の放送作家、お笑い芸人、俳優。長崎県諫早市出身。

## 人物・来歴
- 元フジテレビ社員。テレビ番組『めちゃ²モテたいッ!』のADだった頃、時折番組に出演して名物スタッフとなった。
- 1997年、芸人に転向し芸能事務所渡辺プロダクション（現・ワタナベエンターテインメント）に所属。一時同じく新人タレントであった安藤亮司と「真っ赤なロードスター」というコンビを結成したが方向性の違いから程なく解散し[1]、ピン芸人として活動する。2000年からはピーピングトム、アクシャンなど渡辺プロダクション所属の芸人を中心としたショーユニット「TOKYO JAM COMPANY」に参加。その後テレビドラマ『ごくせん』のレギュラー出演など俳優業にも活動の場を広げる。定期的に一人芝居の公演も行っている。
- 芸人デビュー直後からテレビ番組『おしゃれカンケイ』の前説を6年間（番組終了時まで）担当しており、2002年6月に仲間由紀恵が出演した際にはゲストとして登場した。
- 2004年、ショートフィルム制作チーム「デフロスターズ」を立ち上げショートフィルムの脚本・監督を担当。2年間で約30本の作品を制作し、チーム内ではリーダー的存在である。作品の一部はYouTubeにおいて閲覧出来るようになっている。そして、「デフロスターズ」は2012年にテレビ制作会社になる。映像とバンドライブなど様々な活動を行う。
- 2005年2月よりライブドアブログでブログを開始。2006年4月から所属事務所携帯サイト「ワタナベタウン」内で杉崎真宏とのコラボレーション企画『男の強化書』を始める。
- 2006年、ショートショートフィルムフェスティバル2006において自作品『NEGAIWAKANAU』がオーディエンスアワードを受賞する。
- 2008年、インターネット配信ドラマ『萌え彼』、『萌え彼2』の監督を務める。
- 2009年4月から2010年3月まで福岡ローカルの深夜番組『今夜も万事快調!』にタレントとしてレギュラー出演。また、同局の『グルニエ★少年少女』のディレクターを担当していた。
- 2011年からNHK総合テレビの『SHIBUYA DEEP A』の総合演出を担当していた。
- 2014年、フジテレビ『バイキング』作家。テレビ東京『特捜警察ジャンポリス』作家。 テレビ西日本『HKT48のごぼてん!』作家。

## 担当番組
- バイキング（フジテレビ）
- 特捜警察ジャンポリス（テレビ東京）
- HKT48のごぼてん!（テレビ西日本）
- 有吉のお金発見 突撃!カネオくん（NHK総合）
- 世界法廷ミステリー（フジテレビ）
- 山里亮太の福岡いじり（九州朝日放送）

他、多数。

## 出演

### バラエティ
スタッフとして出演
- とぶくすり（1993年、フジテレビ）
- めちゃ²モテたいッ!（1995年 - 1996年、フジテレビ）

演者・タレントとして出演
- ブレイクもの!（1998年 - フジテレビ）
- 笑う犬の生活 （1998年 - 1999年、フジテレビ）コント「奈良の竪琴」など
- 雷波少年（1999年、日本テレビ）「後ろ楽しいガーデン」パフォーマー
- めちゃ×2イケてるッ!（フジテレビ）
- 爆笑オンエアバトル（NHK）特に2000年頃出演。戦績2勝1敗 最高409KB
- 笑う子犬の生活R（2001年、フジテレビ）
- ジャングルTV タモリの法則（毎日放送/TBS）2001年1月 - 4月の間
- 日本放送教室（2001年 - 2002年、フジテレビ）
- OUT OF ORDER（2003年、テレビ朝日）
- ひらめ筋GOLD（2005年、日本テレビ）Dリーグ「ワタナベアウトオブオーダーズ」の一員
- 今夜も万事快調!（2009年 - 、テレビ西日本）

### テレビドラマ
- 食卓から愛をこめて（1998年10月 - 12月、テレビ東京）第5話
- 金田一少年の事件簿 第3シリーズ（2001年7月 - 9月、日本テレビ）第1話-2話「幽霊客船殺人事件」写真家・赤井義和役
- ハンドク!!!（2001年10月 - 12月、TBS）第1話
- 金曜エンタテインメント 山田太一ドラマスペシャル・この冬の恋（2002年2月、フジテレビ）
- ごくせん（2002年4月 - 7月、日本テレビ）理科担当・大山はじめ役
- マルサ!!東京国税局査察部 （2003年4月 - 7月、関西テレビ/フジテレビ）第4話
- 金曜エンタテインメント 年の差カップル刑事3・とっても永すぎた春（2004年2月、フジテレビ）
- 新春ドラマスペシャル 負け犬の遠吠え（2005年1月、日本テレビ）
- 秋の恋愛必勝ドラマスペシャル 小悪魔な女になる方法（2005年9月、関西テレビ/フジテレビ）
- 相棒 Season 4 元日スペシャル （2006年1月1日、テレビ朝日）第11話「汚れある悪戯」
- きたな（い）ヒーロー （2006年3月、日本テレビ）
- 自治会長・糸井緋芽子社宅の事件簿スペシャル（2006年3月、TBS）
- 銀座ぐらん堂、送別会（2006年3月、テレビ東京）
- 偽りの花園（2006年4月 - 6月、東海テレビ/フジテレビ）第2部、劇団運動家･牧村左武郎（通称：ペーペル）役
- 弁護士のくず（2006年4月 - 6月、TBS）第7話、風俗店店長役
- 役者魂!（2006年10月 - 12月、フジテレビ）第2話
- きらきら研修医（2007年1月 - 3月、TBS）第2話、合コン相手役

### 舞台
- OUT OF ORDER（2003年）
- OUT OF ORDER 笑うな!（2004年）
- limit～あなたの物語は何ですか?～（2006年）
- OUT OF ORDER～以心伝心～（2007年）
- 戦場のガノン（2025年公演予定）[2]

### インターネット・配信
- ハルキWebシネマ 平山夢明ネオホラーシリーズ（2005年）第14話「水の滴る音」
- 銀座ぐらん堂、午後3時。（2006年）